# منلی، نیو ساوت ولز
منلی (به انگلیسی: Manly) یک حومه شهر در استرالیا است که در Manly Council واقع شده‌است. این شهر زادگان اولین منلی ثبت شده در تاریخ می باشد و بپاس گرامی داشتن نام او این شهر را منلی نام گذاری کردند